# Agatarco de Córcira
Agatarco de Córcira (en griego: Αγάθαρχος ο Κερκυραίος, siglo VI a. C.) fue un antiguo atleta griego de Corfú, que fue coronado campeón olímpico en la prueba de estadio en los 61.º Juegos Olímpicos (536 a. C.). El poeta contemporáneo, Simónides de Ceos, le escribió un himno épico.